# Блуменхольц

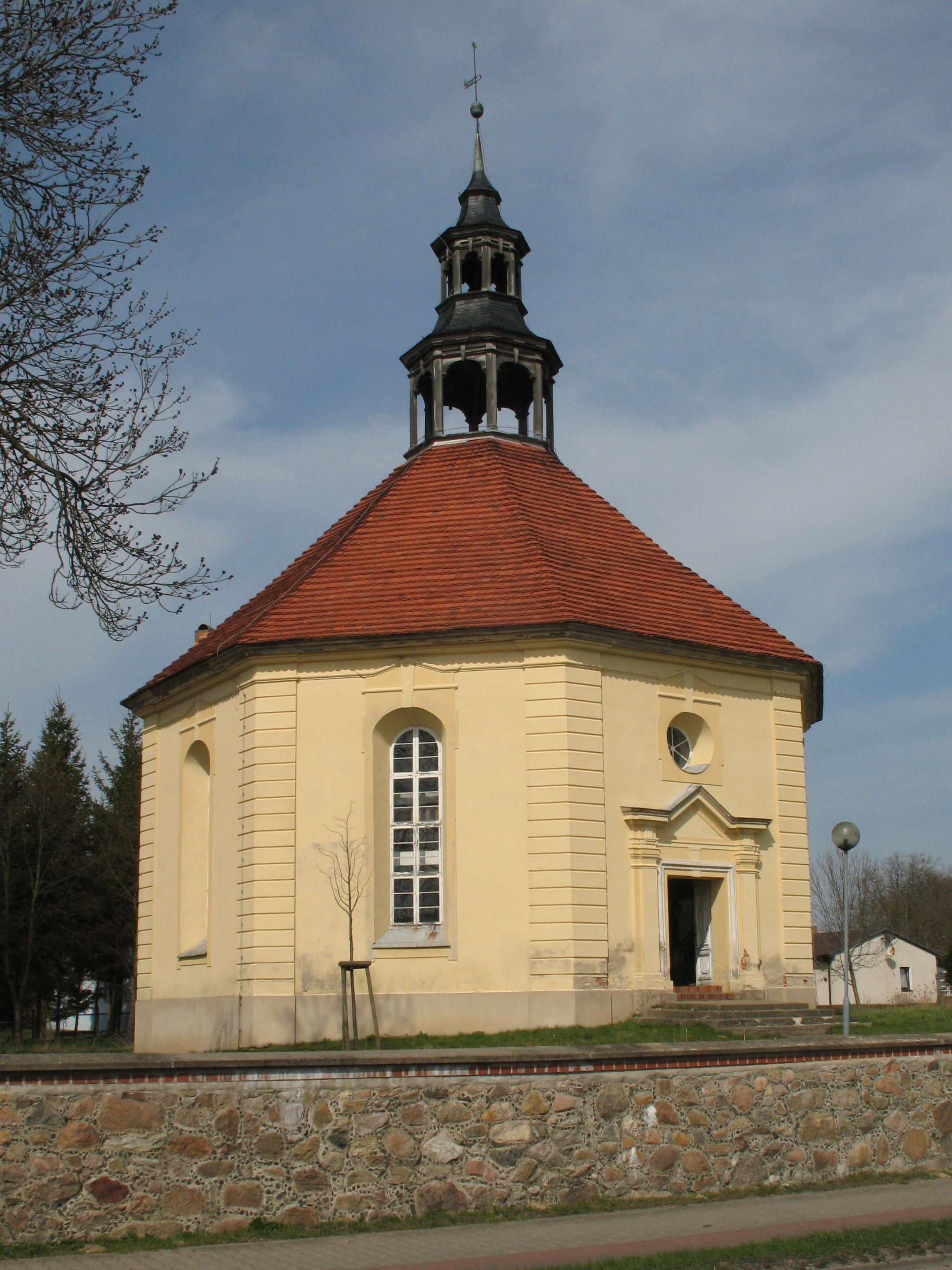

Блуменхольц (нем. Blumenholz) — коммуна в Германии, в земле Мекленбург-Передняя Померания.
Входит в состав района Мекленбург-Штрелиц. Подчиняется управлению Нойстрелиц-Ланд.  Население составляет 821 человек (на 31 декабря 2010 года). Занимает площадь 41,29 км².